# Piedra Quemada
Piedra Quemada är en ort i Mexiko.   Den ligger i kommunen San Juan Bautista Tuxtepec och delstaten Oaxaca, i den sydöstra delen av landet, 300 km sydost om huvudstaden Mexico City. Piedra Quemada ligger 43 meter över havet och antalet invånare är 456.
Terrängen runt Piedra Quemada är platt åt nordost, men åt sydväst är den kuperad. Runt Piedra Quemada är det ganska glesbefolkat, med 40 invånare per kvadratkilometer. Närmaste större samhälle är Tuxtepec, 8,4 km nordost om Piedra Quemada. Omgivningarna runt Piedra Quemada är en mosaik av jordbruksmark och naturlig växtlighet.